# Ricardo Jiménez Oreamuno

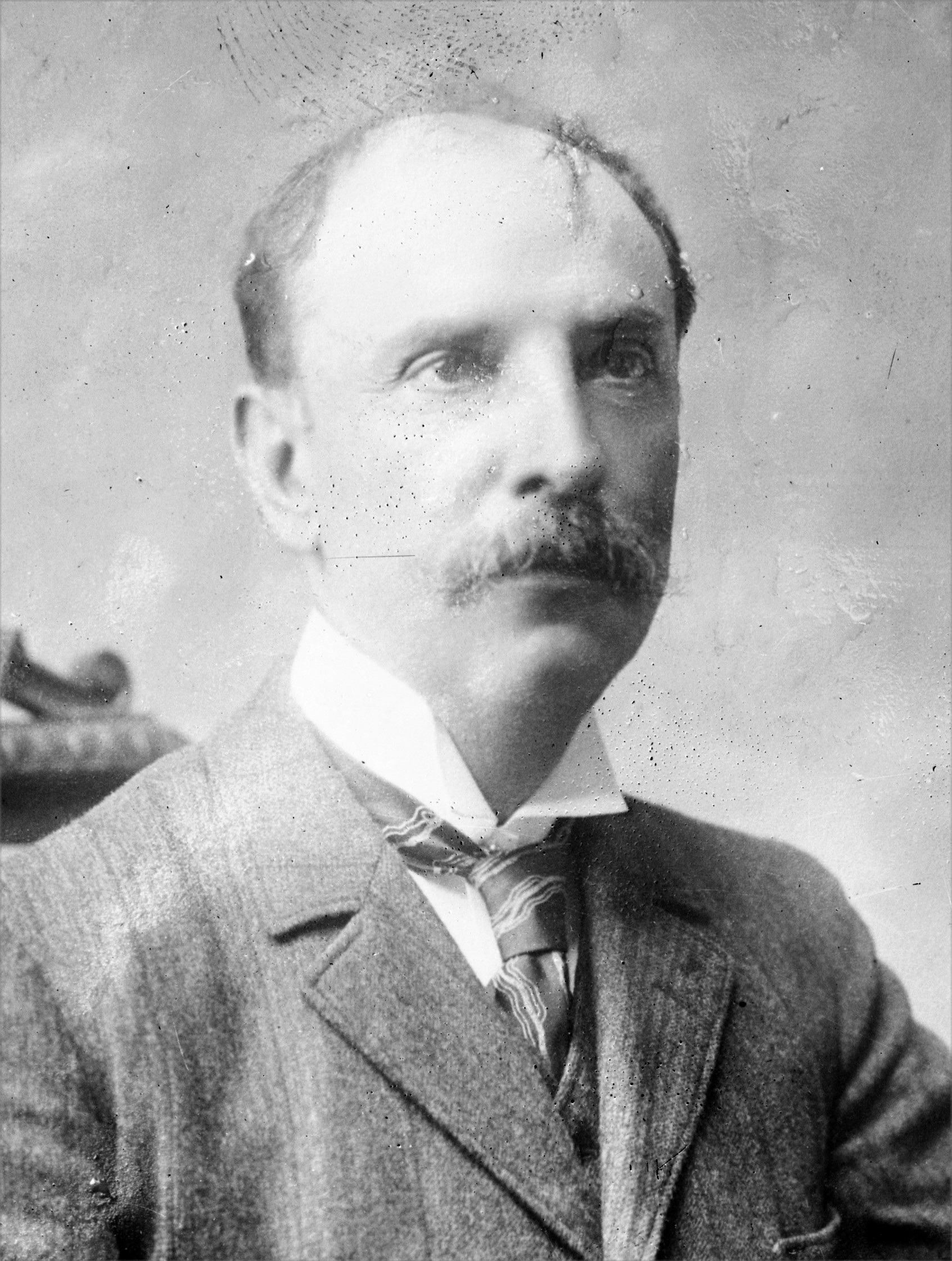
Ricardo Jiménez Oreamuno

Ricardo Jiménez Oreamuno (* 6. Februar 1859 in Cartago; † 4. Januar 1945 in San José) war dreimaliger Präsident von Costa Rica.

## Leben

### Herkunft und frühe Laufbahn
Oreamunos Eltern waren Esmeralda Oreamuno Gutiérrez, Tochter von Francisco María Oreamuno Bonilla, und Jesús Jiménez Zamora. Die Latifundienbesitzer hatten ertragreiche Rinderfarmen in Cartago und Puntarenas. Ricardo Jiménez Oreamuno studierte am Colegio San Luis Gonzaga de Cartago und wurde Licenciado en Leyes an der Universidad de Santo Tomás. Er veröffentlichte einen Kurs über öffentliche Bildung sowie zahlreiche Artikel und Essays über öffentliche und juristische Themen. Seine erste Ehefrau war Beatriz Zamora López, seine zweite Ehefrau María Eugenia Calvo Badia. In dieser Ehe wurde Esmeralda Jiménez Calvo geboren.
Als Justo Rufino Barrios Auyón 1885 eine Wirtschaftliche Integration Zentralamerikas militärisch durchsetzen wollte, war Ricardo Jiménez Oreamuno Bevollmächtigter der Regierung Ramón Bernardo Soto Alfaro in El Salvador, Nicaragua und Mexiko. Er war mehrmals Mitglied der Junta de Caridad de San José. 1886 war Ricardo Jiménez Oreamuno Bevollmächtigter der Regierung Ramón Bernardo Soto Alfaro in Mexiko, Regierungsminister, Minister für Polizei und öffentliche Bildung.
Bis zur Schließung der katholischen Universidad de Santo Tomás 1888 wurde Ricardo Jiménez Oreamuno von Bildungsminister Mauro Fernández Acuña als deren Rektor eingesetzt. Von 1888 bis 1889 war Ricardo Jiménez Oreamuno Delegierter der Regierung Ramón Bernardo Soto Alfaro beim Congreso Centroamericano de San José. Von Oktober 1888 bis 1890 war Ricardo Jiménez Oreamuno Außenminister. Von 1889 bis 1890 war Ricardo Jiménez Oreamuno Finanz- und Handelsminister. Beim zweiten Wahlgang der Präsidentschaftswahlen 1890 erhielt Ricardo Jiménez Oreamunor alle Stimmen aus dem Kreis Puerto Limón ohne kandidiert zu haben.
Im Mai 1890 wurde Ricardo Jiménez Oreamunor als Präsident des obersten Gerichtshofes für 1890 bis 1894 ernannt. Nachdem Präsident José Joaquín Rodríguez Zeledón das Parlament 1892 aufgelöst hatte, trat Ricardo Jiménez Oreamunor von der Präsidentschaft des obersten Gerichtes zurück. Von 1902 bis 1906 war er Delegierter in der verfassungsgebenden Versammlung. 1906 wurde er zum Präsidenten in diesem Parlament gewählt. Von 1902 bis 1906 war er Stellvertreter von Präsident Ascensión Esquivel Ibarra.
1906 wurde er Parlamentsabgeordneter für San José und fiel durch seine Opposition zu mehreren Verträgen, welche die Exekutive unter Cleto González Víquez mit der United Fruit Company schloss, auf. Von 1909 bis 1910 war er Vorsitzender einer verfassungsgebenden Versammlung. Zur Präsidentschaftswahl standen neben Ricardo Jiménez, General Jorge Volio Jiménez von der Partido Reformista und Alberto Echandi. Der Präsident sollte durch das Parlament gewählt werden.

### Präsidentschaft 8. Mai 1910 – 8. Mai 1914
Am 4. April 1910 ereignete sich ein schweres Erdbeben im Departamento Cartago. In seiner Amtszeit wurde mit dem Wiederaufbau begonnen. 1917 putschte Federico Alberto Tinoco Granados. 1917 war Ricardo Jiménez Oreamunor Mitglied einer Kommission aus ehemaligen Präsidenten, welche eine Verfassung entwarfen. Von 1919 bis 1920 war Ricardo Jiménez Oreamunor Beisitzer beim Obersten Gerichtshof.

### Präsidentschaft 8. Mai 1924 – 8. Mai 1928
Für die Legislaturperiode 1922–1926 wurde er Delegierter für San José in einer verfassunggebenden Versammlung. Bei der Präsidentenwahl im Dezember 1923 erhielt er die meisten Stimmen, verfehlte aber die absolute Mehrheit, weshalb die verfassungsgebende Versammlung die Wahl zwischen Alberto Echandi Montero, dem Kandidaten der Partido Agrícola und ihm traf.
Mit Hilfe der Partido Reformista welche von General Jorge Volio Jiménez geleitet wurde, setzte ihn Partido Republicano Nacional in der verfassungsgebenden Versammlung als Präsidenten für die Amtszeit 1924–1928 durch. 1928 unterzeichnete er das Gesetz zur Einrichtung der Banco Nacional de Seguros, heute Instituto Nacional de Seguros, auch wenn er Jahre vorher diese Versicherung, als sie im Parlament von dem Abgeordneten Alfredo González Flores vorgeschlagen wurde, heftig attackiert hatte.
In dieser Amtszeit wurde mit der Elektrifizierung der Bahnstrecke San José-Puntarenas begonnen, eine Landwirtschaftsschule und ein Gesundheitsministerium eingerichtet. Am 12. Februar 1928 wurde in Costa Rica zum ersten Mal in direkter, geheimer Wahl ein Präsident gewählt. Gewählt wurde der Kandidat der Partido Union Nacional, Cleto González Víquez. Um staatliche und karitative Einrichtungen von Kosten aus dem Gesundheitswesen zu entlasten, propagierte Cleto González Víquez ab 1928 auf den Rat von Max Koberg die Einrichtung eines paritätischen Krankenversicherungssystems.

### Präsidentschaft 8. Mai 1932 – 8. Mai 1936
Von 1930 bis 1932 war er Nachrückabgeordneter. Einer Konfrontation mit der Politik von Präsident Cleto González Víquez wich er aus. Bei den Präsidentschaftswahlen am 14. Februar 1932 erhielt er wieder die meisten Stimmen, doch verfehlte wieder die absolute Mehrheit, weshalb ein zweiter Wahlgang zur Entscheidung zwischen ihm und dem Kandidaten der Partido Union Republicana, Manuel Castro Quesada, vorgesehen war. Am Morgen des 15. Februar 1932 stürmte Manuel Castro Quesada mit einer Gruppe die Kaserne Buena Vista. Nach dem Scheitern dieses als Bellavistazo bezeichneten Pronunciamiento verzichtete Manuel Castro Quesada auf die Kandidatur.
Das Parlament wählte daraufhin keinen Präsidenten, sondern berief Ricardo Jiménez Oreamuno als Stellvertreter des Präsidenten Cleto González Víquez ins Präsidentenamt. In dieser Zeit entwickelte sich die Ferrocarril al Pacífico zu einem lukrativen Eisenbahnunternehmen. Im Hafen von Puntarenas am Pazifik wurde ein Leuchtturm errichtet und Schifffahrtszeichen im Golfo de Nicoya verankert. In der Zona Atlantica streikten 1934 die Bananenarbeiter mit Carlos Luis Fallas. Ebenfalls in diese Phase fielen Anstrengungen der Regierung zum Aufbau der Unidades Sanitarias (Gesundheitsposten), welche Medikamente für den Kampf gegen Malaria und Hakenwürmer ausgaben.
Die Präsidentschaftswahlen fanden am 9. Februar 1936 statt León Cortés Castro erhielt 40 % der abgegebenen Stimmen. Mit dem Ende der Amtszeit 1936 erklärte Ricardo Jiménez Oreamunor sich von der Politik zurückzuziehen.
1939 wurde er wieder als Präsidentschaftskandidat für die Wahlen 1940 genannt. Die Regierung von Präsident León Cortés Castro übte Druck zugunsten des Kandidaten Rafael Ángel Calderón Guardia aus. Die Anhänger von Ricardo Jiménez Oreamunor wurden verfolgt und eine ihrer Zeitungen wurde geschlossen. Ricardo Jiménez Oreamunor zog seine Kandidatur zurück.
Ricardo Jiménez Oreamunor übte bis in die letzten Jahre seines Lebens seinen Beruf aus und publizierte seine Meinung. Da er in einem bescheidenen Haus zur Miete wohnte, wurde vorgeschlagen, ihm eine Rente aus öffentlichen Mitteln zu zahlen, damit er sich ein Haus kaufen könnte, was er energisch ablehnte.